# Fanny Roos
Fanny Roos (Ryssby, 2 de enero de 1995) es una deportista sueca que compite en atletismo, especialista en la prueba de lanzamiento de peso.
Ganó dos medallas en el Campeonato Europeo de Atletismo en Pista Cubierta, en los años 2021 y 2023. Participó en los Juegos Olímpicos de Tokio 2020, ocupando el séptimo lugar en su especiaidad.

## Palmarés internacional
| Campeonato Europeo en Pista Cubierta | Campeonato Europeo en Pista Cubierta | Campeonato Europeo en Pista Cubierta | Campeonato Europeo en Pista Cubierta |
| Año                                  | Lugar                                | Medalla                              | Prueba                               |
| ------------------------------------ | ------------------------------------ | ------------------------------------ | ------------------------------------ |
| 2021                                 | Toruń (Polonia)                      | Medalla de plata                     | Peso                                 |
| 2023                                 | Estambul (Turquía)                   | Medalla de bronce                    | Peso                                 |